# Urządzenie znakowe
Urządzenie znakowe (ang. character device) – służy do odczytywania/zapisywania danych z/do urządzenia znak po znaku; w większości przypadków pojęcie znak jest równoznaczne z pojęciem bajt.
Urządzenia znakowe z zasady nie są buforowane i służą do komunikacji o charakterze strumieniowym.

## Przykłady urządzeń znakowych w systemachUnixowych
- wszelkie konsole (/dev/tty0, /dev/tty1...)
- konsole wirtualne (/dev/pts/0, /dev/pts/1...)
- modemy (/dev/modem, /dev/ppp)
- myszki (/dev/psmouse, /dev/input/mice)
- pamięć RAM (/dev/mem)
- generatory liczb pseudolosowych (/dev/random, /dev/urandom)
- generator zer (/dev/zero)
- "czarna dziura" (/dev/null)